# Terremoto de Italia central de agosto de 2016
El Terremoto de Italia Central fue una serie de eventos sísmicos iniciados el 24 de agosto de 2016 a las 3:36 hora local (01:36 GMT), afectando las provincias de Rieti, Ascoli Piceno y Perugia. El sismo principal tuvo una magnitud de 6,2 MW ± 0,016; con epicentro situado cerca del valle del Tronto entre los municipios de Accumoli, Amatrice (Rieti) y Arquata del Tronto (Ascoli Piceno).
El sismo fue reportado inicialmente por el USGS con una magnitud de 6,4 Mb con el hipocentro a 10 km de profundidad, corregido posteriormente a 6,2 MW, de igual manera el Centro Sismológico Euromediterráneo (CSEM-EMSC) y el Centro Geológico Alemán (GFZ) establecieron la magnitud en 6,1 MW. El Instituto Nacional de Geofísica y Vulcanología (Istituto Nazionale Geofisica e Vulcanologia, INGV) de Italia, fijó la magnitud en 6,0 MW. Posteriormente, en Octubre del 2016 otro terremoto de 6.6 MW tuvo lugar en la zona.
Los informes iniciales indicaron daños considerables en la ciudad de Amatrice, cercana al epicentro, y en Accumoli y Pescara del Tronto. El sismo y un número de réplicas se sintieron en gran parte de la Italia central, incluyendo Roma, Nápoles y Florencia. Las víctimas ascendieron, de manera provisional, a 299 fallecidos y 388 heridos.

## Antecedentes y geología
Los Apeninos centrales son una de las áreas de mayor actividad sísmica en Italia. La cadena montañosa de los Apeninos se formó en el Mioceno al Plioceno, como resultado de la subducción en curso de la placa Adriático debajo de la placa Euroasiática, formando una cinta plegada y corrida. Durante el Cuaternario, la tectónica de empuje dieron paso a la tectónica extensional, con el desarrollo de una zona de fallamiento normal a lo largo de la cresta de la sierra. La extensión es el resultado de cualquiera de reversión de subducción o la apertura del mar Tirreno. En los Apeninos centrales de la zona de ampliación causa una onda de choque de 300 veces la tierra y agitando unos 30 km de ancho, sigue muy de cerca la zona de deformación extensional observado como se muestra por medio de mediciones de GPS. Grandes terremotos recientes en este campo han sido causadas por el movimiento de las fallas normales SW-inmersión. 
Esta región es tectónicamente y geológicamente compleja, que implica tanto la subducción de la microplaca Adria debajo de Eurasia y los Apeninos de este a oeste, colisión continental entre la placa de Nubia (África) provoca la construcción del cinturón de montaña alpina más al norte de Eurasia y ya la apertura de la cuenca del Tirreno al oeste (el último de los cuales está a su vez relacionado con Adria subducción y la migración zanja hacia el este). La evolución de este sistema ha provocado que la expresión de todos los diferentes estilos tectónicos que actúan al mismo tiempo en una amplia región que rodea a Italia y el Mediterráneo central.
Este fue el mayor sismo desde el año 2009, cuando un terremoto cerca de L'Aquila, en Abruzos, mató a más de 300 personas, un evento de intraplaca, una expresión de la tectónica extensional este-oeste que ahora dominan a lo largo del cinturón de los Apeninos.
Italia también posee actividad volcánica, causada por la misma subducción. los volcanes son el Vesubio, el Etna, el Stromboli, el Campos Fregleos y el Vulcano.

## Terremoto principal
Se produjo a las 03:36:32 hora local (01:36:32 GMT) del 24 de agosto de 2016, el terremoto fue reportado inicialmente por el Instituto nacional de geofísica y vulcanología (INGV) a una profundidad aproximada de 5 km (3,1 millas), con una magnitud de 6,0 MW y epicentro en la comuna de Accumoli. El Servicio Geológico de los Estados Unidos (USGS) registró en primera instancia un terremoto a una profundidad de 10 kilómetros (6,2 millas) con una magnitud de 6,4 Mb y epicentro al sureste de Norcia, pero posteriormente revisada la magnitud a 6,2 MW (actual).
El Centro Sismológico Europeo-Mediterráneo y el Centro Geológico Alemán (GFZ) fijaron la magnitud en 6,2 MW.

### Réplicas
Casi inmediatamente después del terremoto, comenzaron a sucederse réplicas de distintas intensidades localizadas en territorio italiano. En las 144 horas siguientes, ya se habían producido más de 2500 de estas réplicas, siendo la más fuerte una ocurrida a menos de una hora del suceso principal y que alcanzó una magnitud de 5,6 MW y una intensidad de VIII grados. Otra de las réplicas más destacables fue la ocurrida a las 13:50 hora local del miércoles 24 que tuvo su epicentro a 5 kilómetros al Sureste de Visso con una magnitud de 4,9 ML e intensidad de V grados. El terremoto y la serie de réplicas se sintieron en todo el territorio del centro de Italia (desde Rimini a Nápoles), incluyendo Roma, Florencia, Bolonia.
| Date   | 6.0– | 5.0–5.9 | 4.0–4.9 | 3.0–3.9 | 2.0–2.9 | 1.0–1.9 | –0.9 | Total |
| ------ | ---- | ------- | ------- | ------- | ------- | ------- | ---- | ----- |
| 24 Ago | 1    | 1       | 7       | 83      | 214     | 46      | 0    | 352   |
| 25 Ago | 0    | 0       | 2       | 8       | 228     | 233     | 1    | 472   |
| 26 Ago | 0    | 0       | 1       | 14      | 190     | 178     | 2    | 385   |
| 27 Ago | 0    | 0       | 1       | 9       | 130     | 330     | 6    | 476   |
| 28 Ago | 0    | 0       | 1       | 9       | 86      | 351     | 6    | 453   |
| 29 Ago | 0    | 0       | 0       | 5       | 71      | 268     | 8    | 352   |
| 30 Ago | 0    | 0       | 0       | 4       | 69      | 308     | 22   | 403   |
| 31 Ago | 0    | 0       | 0       | 9       | 53      | 355     | 22   | 439   |

| Fecha                | Hora local (CEST) | Magnitud | Profundidad hipocentro | Epicentro          | Epicentro | Epicentro |
| Fecha                | Hora local (CEST) | Magnitud | Profundidad hipocentro | Municipio          | Latitud   | Longitud  |
| -------------------- | ----------------- | -------- | ---------------------- | ------------------ | --------- | --------- |
| 24 de agosto de 2016 | 03:36:32          | 6,2      | 4 km                   | Norcia             | 42,71 N   | 13,17 E   |
| 24 de agosto de 2016 | 03:56:02          | 4,6      | 10 km                  | Amatrice           | 42,61 N   | 13,28 E   |
| 24 de agosto de 2016 | 04:33:29          | 5,6      | 10 km                  | Norcia             | 42,79 N   | 13,15 E   |
| 24 de agosto de 2016 | 04:59:35          | 4,3      | 9 km                   | Norcia             | 42,80 N   | 13,14 E   |
| 24 de agosto de 2016 | 05:40:11          | 4,3      | 10,7 km                | Amatrice           | 42,62 N   | 13,25 E   |
| 24 de agosto de 2016 | 06:06:53          | 4,4      | 10 km                  | Cascia             | 42,75 N   | 13,03 E   |
| 24 de agosto de 2016 | 13:50:31          | 4,9      | 10 km                  | Visso              | 42,87 N   | 13,11 E   |
| 24 de agosto de 2016 | 13:50:57          | 4,1      | 8 km                   | Arquata del Tronto | 42,82 N   | 13,15 E   |
| 24 de agosto de 2016 | 19:46:09          | 4,6      | 10 km                  | Arquata del Tronto | 42,72 N   | 13,19 E   |
| 25 de agosto de 2016 | 01:22:06          | 4,1      | 7,3 km                 | Maltignano         | 42,67 N   | 13,14 E   |
| 25 de agosto de 2016 | 05:17:16          | 4,7      | 10 km                  | Norcia             | 42,78 N   | 13,18 E   |
| 25 de agosto de 2016 | 05:36:07          | 4,3      | 10 km                  | Maltignano         | 42,65 N   | 13,16 E   |
| 26 de agosto de 2016 | 06:28:27          | 4,7      | 10 km                  | Amatrice           | 42,66 N   | 13,25 E   |
| 27 de agosto de 2016 | 04:50:59          | 4,2      | 12,2 km                | Norcia             | 42,83 N   | 13,15 E   |

## Siniestros y trabajos de rescate
El 27 de agosto de 2016, las cifras oficiales de la Protección Civil informan de que el terremoto causó la muerte de 292 personas: 232 en Amatrice, 11 en Accumoli y 49 en Arquata del Tronto. Sin embargo, la cifra de fallecidos se ha elevado los últimos días, aunque no están actualizadas en la página de Protección Civil. Al menos 365 heridos tuvieron que ser atendidos en los hospitales, principalmente en Rieti y Ascoli Piceno, mientras que las personas con lesiones menos graves fueron tratados en el sitio.
Además de los rescatados con la ayuda de otras personas o escapados por sí mismos, 238 personas fueron rescatadas con vida de entre los escombros por la oportuna intervención de las autoridades, 215 por el Vigili del Fuoco, 23 por el Socorro Alpino.
Aproximadamente 2100 personas encontraron refugio en los campamentos de emergencia. Aproximadamente 4.400 personas participaron en las operaciones de búsqueda y rescate, incluyendo 70 equipos con perros de rescate. Logística hicieron uso de 12 helicópteros, con 9 más en stand-by.
Un gato fue rescatado entre los escombros dos semanas después del terremoto, una noticia anecdótica que, sin embargo, dio la vuelta al mundo.
| Nacionalidad        | Muertos | Heridos |
| ------------------- | ------- | ------- |
| Italia              | 276     | 376     |
| Rumania             | 11      | 6       |
| Reino Unido         | 3       | 2       |
| Estados Unidos      | 1       | 2       |
| Albania             | 1       | 7       |
| El Salvador         | 1       | 1       |
| Canadá              | 1       | 1       |
| Afganistán          | 1       |         |
| España              | 1       |         |
| Macedonia del Norte |         | 1       |
| TOTAL               | 296     | 459     |

## Daños
Los primeros informes indican graves daños en la ciudad de Amatrice, cerca del epicentro y en Accumoli y Pescara del Tronto. Sergio Pirozzi, el alcalde de Amatrice, declaró que "Amatrice ya no está aquí, la mitad de la ciudad está destruida". Las fotos de la destrucción ha representado un enorme montón de escombros en el centro de la ciudad con sólo unas pocas estructuras aún en pie en las afueras.

### Patrimonio cultural
Además de la pérdida de vidas humanas, también se informó de la destrucción generalizada del patrimonio cultural.
En Amatrice, la fachada y el rosetón de la Iglesia de San Agustín fueron destruidos, y el museo dedicado al pintor Nicola Filotesio, estudiante y compañero de Rafael, se derrumbó. El terremoto también creó grietas en los Baños de Caracalla en Roma. El terremoto fue tan amplio que las autoridades realizan pruebas estructurales en el Coliseo, que no sufrió daños.
La Basílica de San Francisco de Asís un sitio del patrimonio mundial de la UNESCO con frescos de Giotto y Cimabue que fueron parcialmente destruidas por un terremoto en 1997. Fue declarada segura después de un amplio estudio realizado por el restaurador cabeza.

## Controversias
Después del terremoto en Italia central, el tribunal de Rieti descubrió que no todos los edificios de esas ciudades se construyeron o renovaron bajo la ley antisísmica de 1974 en la que explica todas las técnicas de construcción de un edificio resistente a los terremotos. De hecho, una familia fue muerta esa noche por los escombros de una iglesia que no fue renovado bajo esa ley. Otro caso es una escuela, construida en 2012, fue dañado y los funcionarios desconocen si los constructores aplicaron las técnicas de construcción o no, y sus razones. La investigación está en curso para descubrir las causas que permitieron tanto daño a los edificios y estructuras de las ciudades afectadas, especialmente Amatrice. 
Parece ser que hubo negligencia en los trabajos de adecuación sísmica realizados recientemente en el Campanile de Accumoli, el cual cayó con el terremoto sobre una casa matando a los 4 miembros de la misma. Actualmente los tribunales están investigando este hecho.
La revista del satírico francés Charlie Hebdo publicó una caricatura que representa a las víctimas del terremoto de Italia como platos de pasta, causando "sorpresa e indignación".